# (29942) 1999 JJ77
A (29942) 1999 JJ77 a Naprendszer kisbolygóövében található aszteroida. A LINEAR projekt keretében fedezték fel 1999. május 12-én.